# 侏鼠屬
侏鼠屬（南侏鼠），哺乳綱、囓齒目、倉鼠科的一屬，而與侏鼠屬（南侏鼠）同科的動物尚有緋鼻鼠屬（緋鼻鼠）、巴西鼩鼠屬（巴西鼩鼠）、庭鼠屬（彩庭鼠）、白耳漁鼠屬（白耳漁鼠）等之數種哺乳動物。